# انکار بیماری روانی
انکار بیماری روانی (انگلیسی: Mental illness denial)، شکلی از انکارگرایی است که در آن شخص وجود اختلال‌های روانی را انکار می‌کند. هر دو تحلیلگران جدی یا نهضت شبه‌علم وجود برخی اختلالات را زیر سؤال می‌برد.
اقلیتی از محققان حرفه ای اختلالاتی مانند اختلال افسردگی عمده را از دیدگاه منظر فرهنگی-اجتماعی می‌بینند و استدلال می‌کنند که راه حل‌ها را باید از طریق رفع اختلال در جامعه جست و جو کرد، نه در مغز فرد.

## تفاوت آن با انوسوگنوزیا
انوسوگنوزیا وضعیتی است که در آن مغز شما نمی‌تواند یک یا چند بیماری دیگر را تشخیص دهد. این بیماری در شرایط سلامت روان مانند اسکیزوفرنی و بیماری آلزایمر بسیار رایج است. این عارضه به خودی خود خطرناک نیست، اما افراد مبتلا به آن به احتمال زیاد از درمان سایر بیماری‌های خود اجتناب می‌کنند یا در برابر آن مقاومت می‌کنند.